# Katedra w Bangor
Katedra w Bangor (wal. Eglwys Gadeiriol Bangor, ang. Bangor Cathedral lub Cathedral Church of St Deiniol, Bangor) – anglikańska katedra, należąca do Kościoła w Walii. Założona około 525 roku przez św. Deiniola jest najstarszą katedrą w Wielkiej Brytanii; status katedry posiada od około 546 roku. 
27 maja 1949 roku katedra w Bangor została wpisana na listę Zabytków Walii pod nr 4027.

## Historia
Katedra w Bangor jest najstarszą katedrą w Wielkiej Brytanii. Została założona około 525 roku przez św. Deiniola, a status katedry zyskała około 546 roku, kiedy św. Deiniol został mianowany biskupem. W 1073 roku wikingowie obrabowali katedrę i spalili ją. Około 1130 roku król Gwynedd, Gruffudd ap Cynan i biskup David odbudowali katedrę. W 1211 roku została ona ponownie zniszczona przez żołnierzy króla Jana.
Obecny budynek datowany jest na początek XII wieku; katedra miała już wówczas wschodnią apsydę i prawdopodobnie nawę boczną. Biskup Anian (1267-1305) rozpoczął przebudowę skrzyżowania naw, centralnej wieży i Lady Chapel. W 1309 roku spłonęła wieża. W kolejnych stuleciach kontynuowano przebudowy katedry; główną z nich przeprowadził biskup Skevington (1509–1534), który zbudował obecnie istniejącą nawę i dzwonnicę zachodnią. Przed 1721 rokiem zbudowano kapitularz i zakrystię. W 1824 roku rozpoczęto pełną restaurację katedry pod kierunkiem Johna Halla of Bangor; przebudowę wnętrza nadzorował John Foster. W 1857 roku prezbiterium ponownie zadaszył Henry Kennedy. W latach 1868–1880 prace restauracyjne kontynuował George Gilbert Scott; objęły one zwłaszcza wschodnią część katedry, w tym przebudowę skrzyżowania naw. Architekt zaprojektował wówczas wysoką wieżę na skrzyżowaniu naw, ale ze względu na słabość fundamentów i braku funduszy na ich wzmocnienie projektu nie udało się zrealizować. Aktualnie istniejąca wieża pochodzi z lat 1966–1967 i jest dziełem Albana Caroe. W 1987 roku rozpoczęto obszerną restaurację ścian zewnętrznych katedry oraz jej dachu.

## Muzyka w katedrze

### Chór katedralny
Chór katedralny składa się z chóru chłopięcego, dziewczęcego i tzw. Lay Clerks, w skład którego wchodzą studenci z miejscowego uniwersytetu.

### Organy
Pierwsze organy zbudował w 1779 roku Samuel Green. W 1973 roku nowe organy zbudował William Hill. Kilkakrotnie przebudowywane (1929, 1935, 1954) i restaurowane (2008) stanowią obecnie największe organy piszczałkowe w Walii. Mają 75 głosów podzielonych na 4 manuały i pedał.